# Ministerstwo Leśnictwa
Ministerstwo Leśnictwa – polskie ministerstwo istniejące w latach 1947–1956, powołane z zadaniem prowadzenia polityki w zakresie leśnictwa. Minister był członkiem Rady Ministrów.

## Ustanowienie urzędu
Na podstawie ustawy z 1947 r. o upoważnieniu Rządu do wydawania dekretów z mocą ustawy, Rada Ministrów ustanowiła dekretem z 1947 r. urząd Ministra Leśnictwa.

## Ministrowie
- Bolesław Podedworny (1947–1954)
- Jan Dąb-Kocioł (1954–1956)

## Zakres działania
Do zakresu działania urzędu Ministra Leśnictwa należały sprawy:
- polityki w zakresie leśnictwa i lasów;
- związane z przejęciem lasów na własność Skarbu Państwa;
- zagospodarowania lasów niepaństwowych i nadzoru na tymi lasami;
- obrotu surowcem drzewnym i materiałami drzewnymi oraz innymi produktami i przetworami gospodarstwa leśnego;
- zalesienie nieużytków;
- ochrony lasów przed szkodnictwem;
- sprawy łowieckie;
- administracji lasów państwowych wraz ze związanymi z nimi gospodarczo wodami i gruntami nieleśnymi;
- administracji państwowych i pozostających pod zarządem państwowym przedsiębiorstw przemysłowych przerabiających surowiec drzewny, materiały drzewne i inne produkty gospodarstwa leśnego.

## Likwidacja Naczelnej Dyrekcji Lasów Państwowych
Dekretem z 1947 r. zniesiono Dyrekcję Naczelną Lasów Państwowych, utworzoną rozporządzeniem Prezydenta RP w 1930 r., której uprawnienia przeszły na Ministra Leśnictwa.

## Zniesienie urzędu
Na podstawie dekretu z 1956 r. o utworzeniu urzędu Ministerstwa Leśnictwa i Przemysłu Drzewnego, zniesiono urzędy Ministerstwa Leśnictwa i Ministerstwa Przemysłu Drzewnego i Papierniczego.